# 林家染語楼 (4代目)
四代目 林家 染語楼（はやしや そめごろう、本名：鹿田 佳歩、1950年5月19日 - 2005年3月29日）は上方の落語家。三代目の次男であり、五代目（市楼）は実の息子。上方落語協会理事も務めた。出囃子は『鞍馬』。愛称は前名の市染に因み「市ちゃん」。

## 芸歴
- 1973年10月 - 三代目林家染語楼に入門、「市染」を名乗る。
- 1974年1月 - 初舞台。
- 1975年1月 - 師匠が死去、四代目林家小染の預かり弟子となる。
- 1993年6月 - 「四代目林家染語楼」を襲名。
- 2005年3月29日午前8時6分、食道がんのため大阪市阿倍野区の病院で死去[1]。54歳没。

## 芸風・人物像
ほぼ新作落語一辺倒だった父・3代目に対し、古典落語も演じた。語り口は3代目や、3代目没後指導を乞うた3代目桂米之助の影響もあってか、ほのぼのと暖かいものであった。3代目直伝の「青空散髪」は「父以上」と評価が高い。
一時父の漫談で父の名「一・一」で舞台に上がったこともある。
音曲に詳しく、先輩落語家の独演会では鳴物方を務めることもあった。自身は染語楼社中を組織。島田紳助の「SHINSUKE-BAND」や、笑福亭福笑、3代目桂あやめらと結成した落語家バンド「ヒロポンズ・ハイ」（2018年より「HEROポン酢ハイ」に改称）ではギタリストを務めていた（後に実子の市楼はベーシストとして参加）。

## 得意演目
- へっつい幽霊
- 市民税（3代目の得意ネタ）
- 青空散髪（同上）
- 江戸荒物
- 鹿政談
- 酒の粕
- 首家
- 猫魔寺
- 鬼あざみ
- ちりちり（小佐田定雄作）

## 弟子
- 林家市楼（贈5代目林家染語楼） - 実子

### 廃業
- 林家太楼